# アグボグブロシー
アグボグブロシー（英: Agbogbloshie）は、ガーナの首都・アクラの近くにあるオダウ川のコーレラグーンのほとりにある約8万人が暮らしている世界最大の電気電子機器廃棄物処理場である。

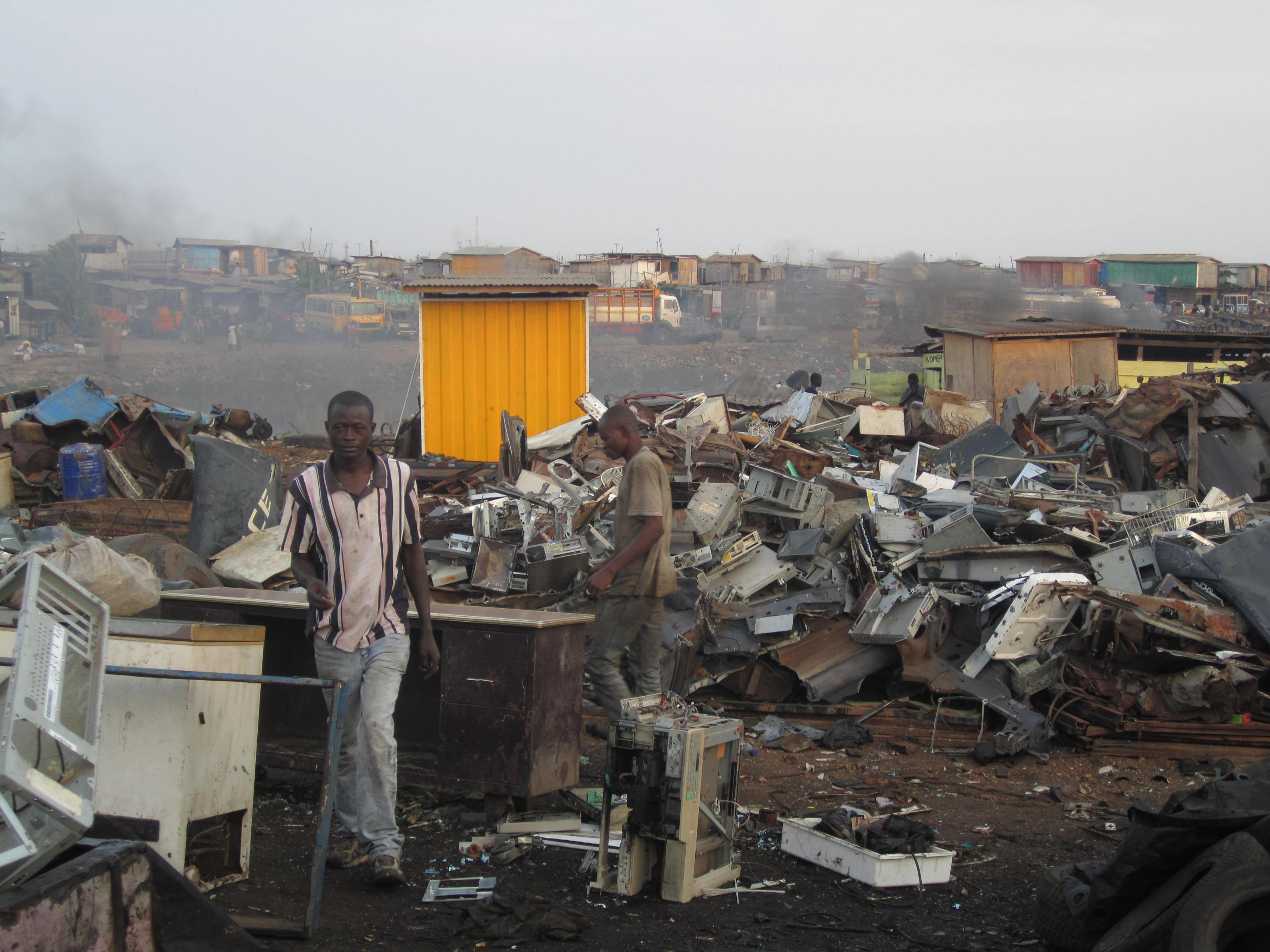
アグボグブロシーの地で低賃金で働いているガーナの人々

## 背景

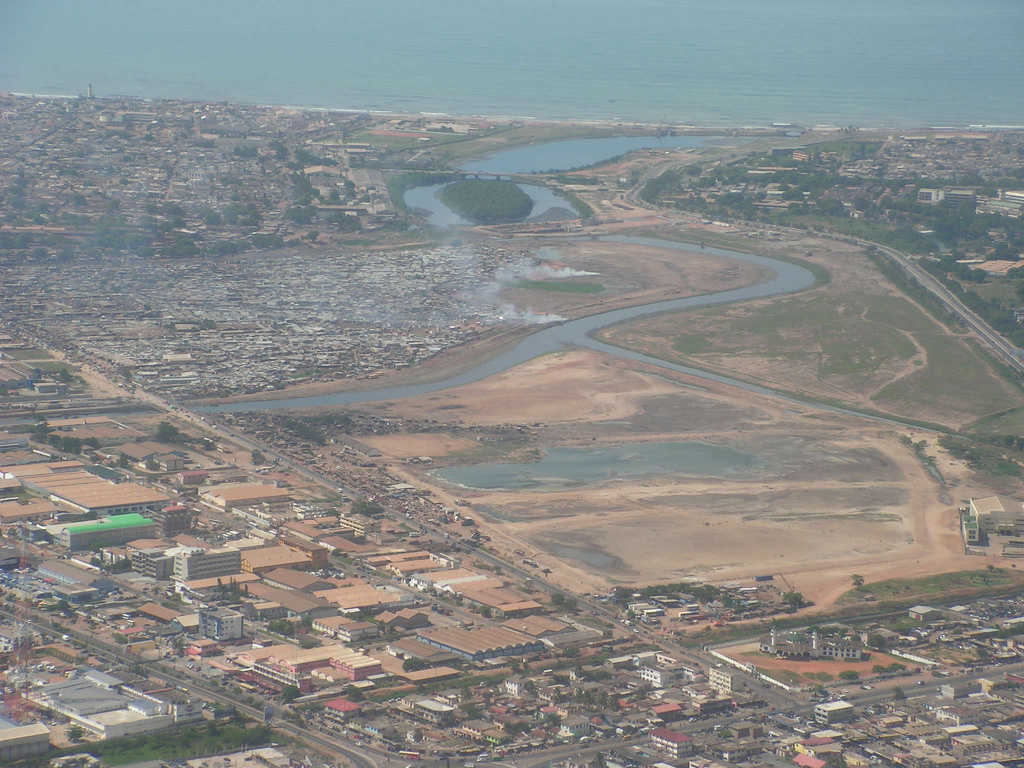
ガーナの首都・アクラのコーレラグーン

アグボグブロシーは、かつてマングローブ林が生えている青々とした湿地帯であり、保養地であった。その後、ヤム芋とタマネギを販売する場所として発達した。
1960年代のガーナの工業化に伴って農村部から経済的な救済を求める移民がガーナの最大都市・アクラに集まってオールドファダマ（別名: Ayaalolo）に移住した後、1981年からアクラの新規移住者によって開拓が進められ、1990年の非同盟運動会議の後から拡大が進み、1994年にガーナで発生したコンコンバ族とナヌンバ族との間の紛争を逃れた移民の波がオールド・ファダマは拡大していった。
2000年頃からE-wasteを載せた船が来るようになり、その後、オールド・ファダマからオダウ川を挟んだところにある地帯がアグボグブロシーとして電子ゴミの投棄場所になった。東京ドーム32個分もあるアグボグブロシーの土地に毎年50万トンものゴミが貯められていった結果、21世紀には数千トンものE-wasteによって汚染されている電子機器の廃棄地帯となった。アグボグブロシーは「デジタル・ダンピング・グラウンド（digital dumping ground）」、「ソドム」、「ソドムとゴモラ」、「電子ゴミの墓場」、「世界最大の電子廃棄物の墓場」などの別名がつけられている。
貧困層の多い北部からの移民を始めとした約8万人の人々が暮らしているガーナのアグボグブロシーにおけるゴミの投棄問題は2008年にナショナルジオグラフィックが国際メディアで報じたことが最初だとされており、その後もニューヨーク・タイムズや、アトランティックなどによって報じられたとされている。

## アグボグブロシーのE-wasteの出どころに関する議論

### 海外から来たE-wasteであるとする主張・根拠
Yepoka Yeeboが著したThe Atlanticの記事「Inside a Massive Electronics Graveyard」では、アグボグブロシーは「何千トンもの世界中から集められてきた電子機器のゴミが死ぬところ（＝墓場）」であると記しており、世界中で投棄されているE-wasteのうち、最大で80%がアグボグブロシーを始めとしたゴミの不法投棄現場に捨てられている可能性があることを示唆しながら、同時に国際刑事警察機構が発表した「ヨーロッパから発展途上国に向けて検査される輸送コンテナの3つに1つは違法なE-wasteが詰め込まれている」という話や、何百トンもの電子機器のゴミが忽然として消えているなどを出すことで、先進国から輸出されるE-wasteがアグボグブロシーのような電子機器廃棄物処理場で処理されているとする主張を展開している。
写真家のピーテル・ヒューゴによればヨーロッパの電子廃棄物の約80%はコストのアウトソーシングのために海外に輸出されているといい、Samantha L. Stewartの著したNEWSWEEKの記事では、先進国で廃棄処理の代替手段の必要性が高まった結果、国内の規制を回避する方法として、デジタルデバイドの解決策として認められた行為の一つである「寄付」という名目で発展途上国に電子機器を輸出するという手段を使って廃棄されるべき電子機器が輸出されるようになったと分析している。
2011年にはEnvironment Waste Controls社などから出たゴミが、イギリスのリサイクル業者などの第三者の手に渡った後にガーナに輸出されていることが環境調査エージェンシー（EIA）によって指摘された。
また、BBCのパノラマ番組『Track My Trash』では、イギリスで不法に投棄された電子ゴミが西アフリカに輸出されていたという証拠が指摘されている。
『ザ!世界仰天ニュース』では、番組内で海外からガーナに送られてくる中古品の貨物の中でゴミとなるものは89%にも及ぶという調査を引用している。
産経新聞に掲載されたデータによれば、ガーナに輸入されているE-wasteの約85%がEU加盟国からのものであるとしている。
2002年にBANが発表した調査では、アメリカ国内でリサイクルのために収集された電子ゴミのうち、50%から80％ほどが輸出されているとしており、コラムニストのRichmond Darkoが著した記事「Electronic Waste Dumping on Ghana Still Continues」によれば、アメリカの中古電子機器のうち、75%ほどは再利用が不可能なもので、最終的にガーナの地でその生涯を終える（＝再利用不可の電子ゴミがガーナに輸出されている）とされている。

### アフリカ内で発生したE-wasteであるとする主張・根拠
2012年に発表された国連への報告書「Where are WEEE in Africa」では、アフリカのゴミ捨て場で発見されているEEEの中にはアフリカの都市の中で発生したものも多くあるとして、ガーナやナイジェリアなどではEEEの輸入量も多いが、その国内で発生するEEEの量も多いと指摘している。
また、国連環境計画（UNEP）の報告によれば、ガーナを始めとした西アフリカで投棄されている電子機器のうち、85%はガーナや西アフリカなどで生産されたものだとされており、他にも2010年に行われたとある調査では西アフリカ諸国に集められた電子ゴミの50%から85%が、新品又は中古の電子機器の消費によって国内で発生したと想定されている。
バーモント州ミドルベリーに拠点を置く「世界再利用、修理、リサイクル協会（World Reuse, Repair and Recycling Association、WR3A）」の創業者であるロビン・インゲンソロンは、ガーナに訪れた際に自身が行った調査やインタビューなどから、ガーナのテマ港などからアグボグブロシーまで直接E-wasteが移動した形跡が見られなかったとしており、逆に現地では自動車のスクラップや家電製品を始めとして地元産の電子機器のスクラップも手押し車などで多数運ばれてきたと話し、「基本的に（E-wasteが世界からアグボグブロシーに輸出されているという通説は）デマだ」という説を展開している。

### その他の関連する主張・根拠
アメリカ国際貿易委員会は、アメリカの総輸出量のうち、使用済みの電子機器の割合は1%にも満たないとしており、アフリカに輸入されているE-wasteの大部分はヨーロッパから来ているとして、Basel Convention Secretariatの調査ではガーナに輸入されているE-wasteのうち、北アメリカの割合は8%だったとするデータを示しているほか、そのうち10%ほどは個人旅行客に依るものだと推定している。
ガーナのNGO「Green Advocacy」の調査では、ガーナ港から輸入されているもののうち、電子機器の割合は少なかったと示されている他、Karoline Owusu-Sekyereなどの調査によれば、アグボグブロシーに入ってくるゴミの大部分は電子廃棄物ではなく、自動車のスクラップだったとしている。

## 廃棄物の再利用の可能性

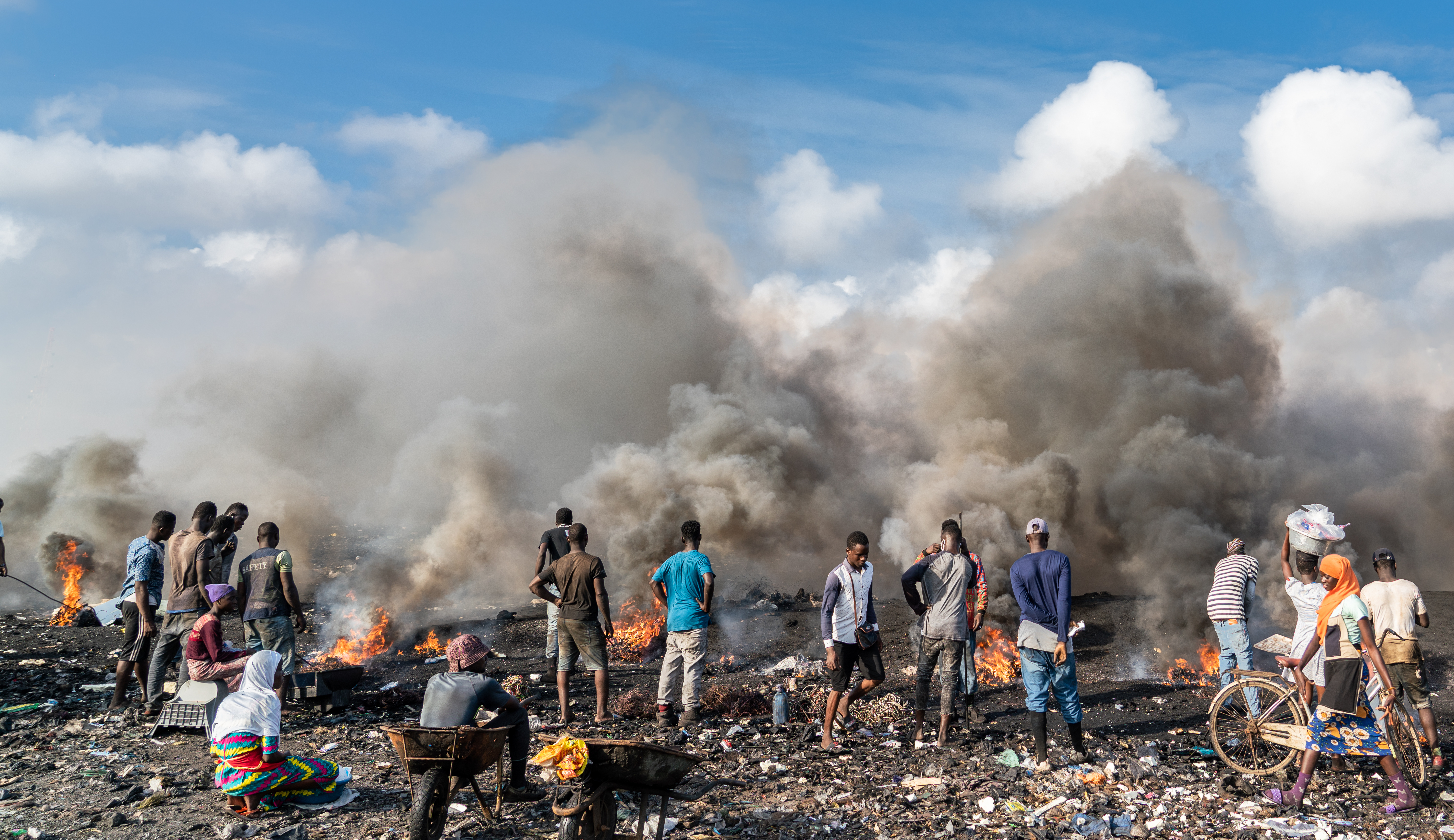
アグボグブロシーで銅を取り出すために電子機器のワイヤーを燃やしている若い男性たち（2019年9月撮影）

廃棄物の再利用の可能性は調査によって数値にばらつきがあり、例として、キース・バルデは調査で70%は機能する電子ゴミだが、残りの30%ほどは機能しなかったとする一方、ガーナの環境活動家のマイク・アナネは調査で70%から80%の電子ゴミは完全にゴミで再利用なども不可能であったとしている。
他にも2009年のガーナの調査では輸入された電子機器のうち、約70%が中古の電気電子機器である上、そのうち約30%は機能していないE-wasteであると結論付けられ、そのうち、半分の量は現地で修理することで消費者に販売されたものの、残り半分は修理すら不可能な状態であったとするデータや、ガーナに輸入された使用済み電子機器のうち、70%は動作が可能な状態にあり、20%は修理すれば再販することができるレベルであったバーゼル条約の調査、産経新聞に掲載された正式なリサイクル・収集システムに回すことができるのは35%ほどに過ぎないというデータなどがある。また、E-wasteの商人・Godsonは、50%ほどはジャンク品だが、残りに関しては何らかの形で資源が回収ができると話している。
これには、2006年制定のWEEE resources regulationsでの「テストでE-wasteが正常に動作することを確認することが出来れば、そのE-wasteの輸出は許可される」という規定や、バーゼル条約での「到着後すぐに修理されるものに関する免除規定」が抜け道として使われていることが関係している。

## リスク

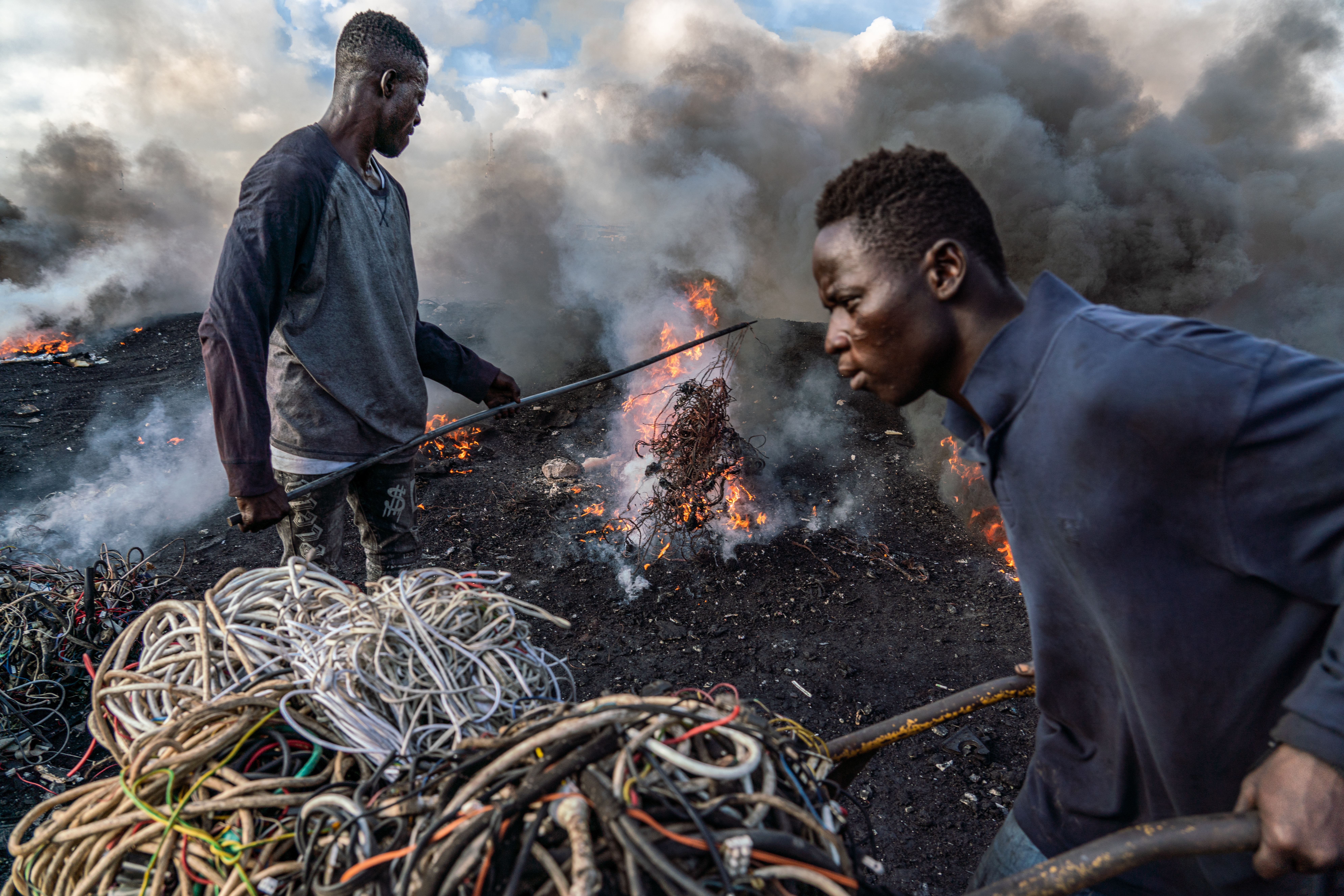
アグボグブロシーで銅を取り出すために電子機器のワイヤーを燃やしている若い男性（2019年9月撮影）

### 環境破壊
銅のケーブルやワイヤー、モニターやテレビの筐体は燃やすことで焼却場所に灰や燃えたものが溜まるほか、解体された冷蔵庫の断熱フォーム（特にフロンを含むポリウレタン）や中古車のタイヤは火災の主な原料となり、焼却場での長期的な汚染や急性の化学障害、オゾン層破壊物質や温室効果ガスの大気中への放出などを引き起こし、環境破壊につながっている。例えば、2011年の調査によれば、ガーナのグレーター・アクラ州では年に625万トンのダイオキシンが排出されていると推定されており、そのうち、10%から20%ほどのケーブルがE-wasteと関係があると考えられている。これに関して、ガーナなどでは非公式のE-wasteの処理部門は存在しており、修理・再生部門は3万人ほどを有する組織化された団体となっているものの、町外れの焼却場で処分するまでには「スカベンジャー」と呼ばれる登録などがなされていない個人がE-wasteの収集とリサイクルの作業などを行うことが多いため、その制御ができていないという点が指摘されている。

### 地域の汚染と健康被害・怪我

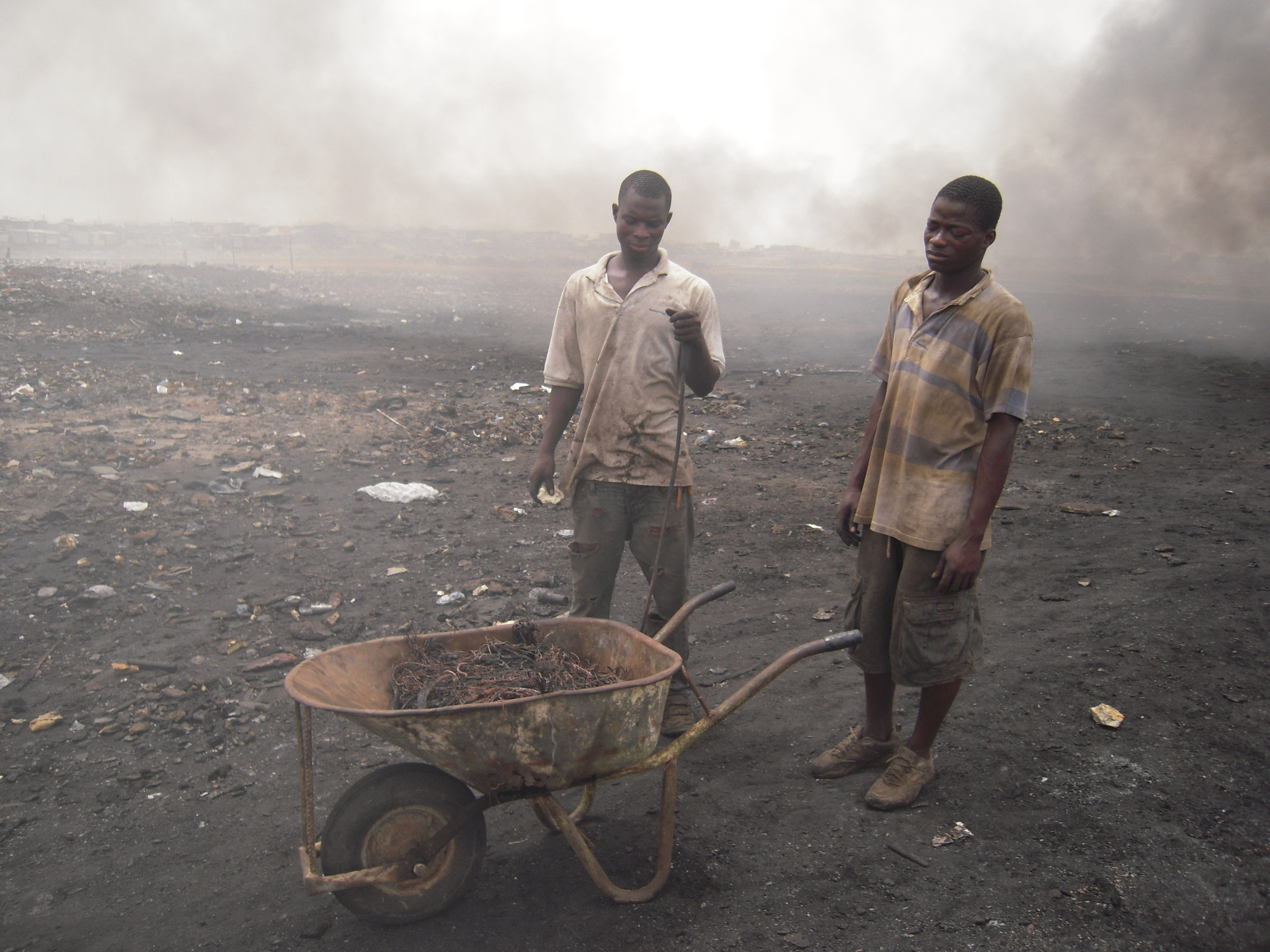
銅を回収するための焼却を完了したアグボグブロシーの働くE-waste関連の作業員たち。

電子機器の廃棄物には鉛、水銀、ヒ素、亜鉛、カドミウム、クロム、臭素系難燃剤、ポリ塩化ビフェニル（PCB）などの有害物質が含まれており、アグボグブロシーなどでは作業員がE-wasteの中に含まれている銅を取り出すためにプラスチックで覆われたケースを燃やすなどしていることから、作業員が有毒ガスを吸い込んだり、近くの水・空気・卸売市場の果物や野菜などからも高い濃度の有害物質が発見されており、その影響でE-wasteの処理にあたっている子どもたちが病気になったり、発達段階の生殖器官が傷つけられたり、脳や神経系が傷つけられてIQが低下したりする危険性や、若くして死したりしていることが指摘されている。
実際、ガーディアンは、火傷、目の損傷、肺や背中の異常、慢性的な吐き気、食欲不振、衰弱した頭痛、呼吸器系の健康問題などの問題がアグボグブロシーでは発生していると記している。また、インドの電子ゴミ廃棄場で働く子どもたちに見られたような肺の機能低下・皮膚疾患・胃疾患・肝臓障害などの症状や、妊娠女性の死産や早産のリスクの高まりも懸念されている。例えば、バーゼル・アクション・ネットワーク（BAN）によれば、アグボグブロシー周辺で収集したニワトリの卵は、成人が1個摂取するだけで、欧州食品安全機関が勧告する耐容一日摂取量の220倍にも及ぶ量の塩素化ダイオキシン類と、4倍にも及ぶ量のポリ塩化ビフェニル（PCB）を摂取することになるとしている。また、グリーンピースの調査では付近の土壌には有害な化学物質が許容量の100倍近くも含まれていたほか、調査によってはアグボグブロシーの近くの水域では許容量の100倍の毒素が含まれていたといい、アグボグブロシーに暮らす子供の鉛中毒率は80％を超えていたとするデータもある。他にもアグボグブロシー内で、脳卒中や心臓病、肺癌などの健康被害を引き起こすPM2.5の数値が150ug/m3以上であったとするデータなども存在する。
ガスなどによる健康被害だけでなく、アグボグブロシーでは大きなガラスの破片などの危険物が数多く散乱しており、踏むことで怪我を負う可能性が非常に高いとされている。

### 情報セキュリティ
ガーナはアメリカ国務省がサイバー犯罪発生地域の上位に挙げている国であるが、アグボグブロシーに投棄されているハードディスクからはクレジットカード番号や口座情報、オンライン取引の記録を始めとして、政府契約などの重要な機密事項も見つかっており、アグボグブロシーには実際に投棄されたパソコンなどから情報を回収する組織犯罪者が何百人もいることなどを受けて、FBIのデータセキュリティ担当のジェームズ・デュリーは、運輸保安局での情報漏洩の可能性を懸念していると話した。

## 政府の対応と攻防・復旧作業

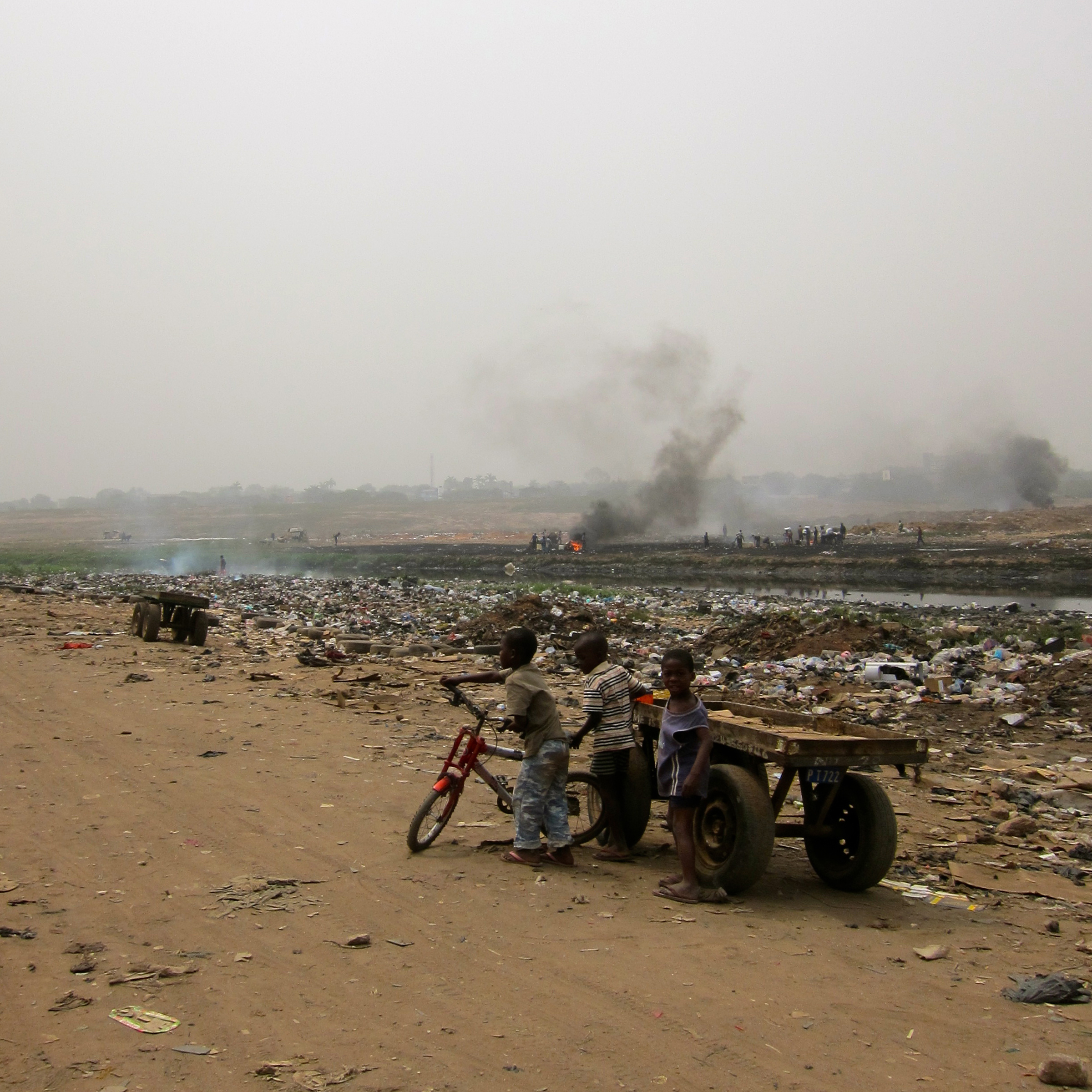
E-waste関連産業から排出される汚染は広範囲に広がっている

2000年代にガーナ政府は環境修復・復元プロジェクト「Korle Lagoon Ecological Restoration Project（KLERP）」を実施し始めた。
ガーナ政府は過去に、環境問題の悪化を受けて、コーレラグーンから再定住をさせることなく不法占拠者を追い出して再整備を行おうとしたものの、不法占拠者と警察との間での銃撃戦となったことがある。これを受けて、NGOのCentre for Public Interest Law（CEPIL）が不法占拠者の代表としてAMAと司法長官を相手取って裁判を起こし、コーレラグーン Ecological Restoration Project（KLERP）の一環として環境社会影響評価書には「ソドムとゴモラ」（例: アグボグブロシーなど）に暮らす人々への補償が明記されていたことや、南アフリカの「GROOTBOOM」の事例と英国のBristol Corporation対Rossの事例が存在することに言及するとともに、1992年の憲法第23条を引用しながら適切な住居を得る権利を求め、憲法に定められた基本的人権を侵害する行為に当たる、ソドムとゴモラに住む人々の再定住を行わずに追い出す行為を差し止めるように求めた。これに対して州の弁護士団は、原告は該当する土地の所有権を持っていないため、あくまでも該当地域への侵入者であり、1992年の憲法第23条の言及は意味がないとした上で、土地の侵入者に対して土地の所有者が特定期間内に該当する土地からの立ち退きを求めることには何ら法律に違反するものではないとして不法占拠者の要求に反対する宣誓供述書を提出している。これを受けて裁判官は原告側の弁護士が補償要求の正当性を裏付けるために用いた2つの事例はいずれも異なる歴史的経験の中で発生したもので、土地の侵略を承認するものではないとした上で、土地の所有者が不法侵入者に対して追い出しの際に補償を命じられた判例は知らないとした上で、ガーナの全ての住民には子供が教育を受ける権利などは与えられているものの、無法行為によって権利を求めるのは間違いだとした。この高等裁判所の判決を受けて、警察は不法占拠者を追い出す最終攻撃を起こし、その結果、不法占拠者たちは近くのスラム街に移転を始めたとしている。
KLERP開始から10年以上が経過し、毎日5000ユーロ、合計で8900万ドル以上の国家予算を投資しても尚、スラム街の人々がコーレラグーンで排泄を行ったり、スラム街近くの木材市場からのおがくずが運ばれてきたりしているため、コーレラグーンで漁業ができる元々の状態に戻すという目的を達成できていないという話もある。
また、2012年にはガーナ政府は中古冷蔵庫の輸入の全面禁止を発表したものの、効果はなかったとされている。
2015年6月にはリサイクル施設の建設を名目としたガーナ政府が後援するブルドーザーによる侵入事件が発生しており、2万人以上が居場所を奪われる事態となった。

## アグボグブロシーを巡る活動
ドイツ政府はアグボグブロシーの電子廃棄物の処理に関して支援する移行を示し、2500万ユーロ（2150万ドル）を投じてアクラの廃棄物処理システムを変革する計画を発表し、経済効率やサービスへのアクセスの改善、健康被害を受けるリスクの低減、環境保護などを盛り込んだほか、NGO「Pure Earth」は22万ドル以上の費用を投じて安全に金属とプラシチックの分離を行う機器と技術の伝導などを行っている。また、イギリス生まれのジョセフ・アウワダルコは、非営利事業アグボグブロシャインを立ち上げ、廃棄物から高級家具を作り出すことを奨励する事業を行っている。日本人では、活動家の長坂真護がアグボグブロシーの電子ゴミで芸術品を制作したり、現地に850個のガスマスクを配布したり、スラム街初の学校を設立したり、電子廃棄物美術館を開館したりするなどの活動を行っている。
写真家では、アグボグブロシーの状況を1年間かけて撮影したピーテル・ヒューゴ、アグボグブロシーなどの電子ゴミの投棄場所を撮影した写真集『CTRL-X: A Topography of E-Waste』を発売したカイ・ロッフェルバイン、アグボグブロシーに訪れた経験を元にプロジェクト「BIT ROT」を立ち上げたValentino Belliniなどがアグボグブロシーの影響を受けたとされている。
ガーナで生まれ育った小説家のKwei Quarteyは自身の小説『Children of the Street』のオープニングシーンとしてアグボグブロシーを選んでいる。
イギリスのバンド「プラシーボ」は、Talk Talkの『Life's What You Make It』をカバーした際のミュージックビデオをアグボグブロシーで撮影し、電子機器を安易に消費して捨ててしまう現代社会に警鐘を鳴らした。